# Michel Dolivo
Michel Dolivo (* 29. Januar 1921 in Lausanne; † 16. Januar 2017 ebenda) war ein Schweizer Neurobiologe und Professor für Pharmakologie. Für seine Arbeiten zu den Beziehungen zwischen der Ultrastruktur und der Funktion der Nervenzelle wurde Dolivo 1968 mit dem Schweizer Wissenschaftspreis Marcel Benoist ausgezeichnet.

## Wirken und Ehrungen
Dolivo studierte und doktorierte im Bereich der Medizin an der Universität Lausanne. Ab 1958 war er Assistenzprofessor an der Johns-Hopkins-Universität in Baltimore. Von 1963 bis 1986 war er ordentlicher Professor für Pharmakologie an der Universität Lausanne. 1968 wurde Dolivo für seine Arbeiten zu den Beziehungen zwischen der Ultrastruktur und der Funktion der Nervenzelle mit dem Schweizer Wissenschaftspreis Marcel Benoist ausgezeichnet.